# Platanthera aquilonis
Platanthera aquilonis är en orkidéart som beskrevs av Charles John Sheviak. Platanthera aquilonis ingår i släktet nattvioler, och familjen orkidéer. Inga underarter finns listade i Catalogue of Life.